# Diam's
Mélanie Georgiades (Grieks: Μελανία Γεωργιάδη) (Nicosia, 27 juli 1980), beter bekend als Diam's, is een Cypriotisch voormalig rapster met de Franse nationaliteit. De rapster uit Massy, een banlieue van Parijs, gold tussen 2003 en 2010 als een zéér populair artieste voordat ze in 2012 haar carrière beëndigde om zich te focussen op de islam en haar gezin.

## Biografie
Ze is afkomstig van het Griekse deel van Cyprus. Haar album Dans ma bulle werd onderscheiden met goud en verkocht alleen al in Frankrijk meer dan één miljoen exemplaren. Tevens won ze in 2006 een MTV Music Awards als beste Franse act.
Maar ze kon niet overweg met de roem die alle succes teweegbracht. Ze sukkelde in 2008 in een depressie. In oktober 2009 veroorzaakte ze in Frankrijk enorme commotie door zich na een jaar van depressie te bekeren tot de islam. Te midden van het debat over de hoofddoek in Frankrijk, maakte ze de keuze om een hidjab te dragen. De bal ging aan het rollen toen het Franse blad Paris Match (zonder haar medeweten) een lange reportage over haar publiceerde. Dat artikel was vergezeld van een foto van Diam's die gesluierd was. Daarvoor had ze de hijab nog niet publiekelijk gedragen.

## Discografie
- 1999: Premier Mandat
- 2003: Brut de femme (goud)
- 2004: Ma vie mon live
- 2006: Dans ma bulle
- 2009: S.O.S.